# Supinamarada!
Supinamarada! (яп. スピナマラダ!) — японська спортивна манґа, написана та проілюстрована Нода Сатору. Історія розповідає про фігуриста, який після переїзду на Хоккайдо після смерті матері починає грати в хокей.
Серіал спочатку публікувався в журналі манґи Weekly Young Jump з липня 2011 по листопад 2012 року. Supinamarada! зазнала комерційного провалу під час початкової серіалізації, хоча схвальні відгуки до наступної серії манґи Ноди Golden Kamuy призвело до відновлення критичного визнання серії. Повторний запуск манґи під назвою Dogsred (яп. ドッグスレッド, Doggusureddo) розпочався у Weekly Young Jump у липні 2023 року.

## Сюжет
Мати п'ятнадцятирічного фігуриста Сіракави Ро гине в автокатастрофі за день до його відбіркового виступу на Олімпійські ігри, через що він убитий горем і не може змагатися. Осиротівши, Сіракава та його сестра-близнючка Харуна змушені переїхати з Токіо до дому свого діда по материнській лінії в Томакомай, Хоккайдо. Після зустрічі з братами Генма, які люблять хокей, Сіракава вирішує приєднатися до шкільної хокейної команди. Серіал розповідає про те, як Сіракава вчиться грати в цей вид спорту та змагається з хокейними командами шкіл-конкурентів.

## Виробництво
Supinamarada! був першою серією манґи від Сатору Ноди після майже десяти років роботи асистентом художника. Нода заявив, що натхненням для Supinamarada! було бажання створити історію про хокей, і щоб події відбувалися в його домі на Хоккайдо. Хоча спортивна манґа про хокей була створена в минулому, Нода зауважив, що порівняно з іншими видами спорту, хокей не є повсюдно поширеним видом спорту в медіа.

## Публікація
Манґа публікувалася в журналі Weekly Young Jump з 14 липня 2011 року по 1 листопада 2012 року. Було випущено шість томів від видавництва Shueisha. У липні 2023 року серіалізація манґи відновилася під новою назвою, Dogsred. Перший том було випущено 18 січня 2024 року. Станом на червень 2024 року випущено три томи.

### Список томів
| № | Дата виходу       | ISBN                   |
| - | ----------------- | ---------------------- |
| 1 | 18 листопада 2011 | ISBN 978-4-08-879233-0 |
| 2 | 19 січня 2012     | ISBN 978-4-08-879315-3 |
| 3 | 19 квітня 2012    | ISBN 978-4-08-879315-3 |
| 4 | 19 липня 2012     | ISBN 978-4-08-879373-3 |
| 5 | 19 жовтня 2012    | ISBN 978-4-08-879430-3 |
| 6 | 19 грудня 2012    | ISBN 978-4-08-879576-8 |

## Визнання і спадщина
В інтерв'ю Asahi Shimbun Нода заявив, що Supinamarada! зазнала комерційного провалу під час початкової серіалізації та була припинена через 15 місяців за рекомендацією свого редактора. Нода припустив, що назва серіалу, яку важко запам'ятати, і повільні перші розділи, можливо, сприяли його нездатності знайти аудиторію. Широке визнання наступної серії манґи Ноди «Golden Kamuy» призвело до нового визнання Supinamarada! від критиків; обидва твори пов'язані між собою через персонажа Тоcіміцу Ніхея з Supinamarada!, чиє ім'я та дизайн ідентичні з ім'ям та дизайном персонажа Тецудзо Ніхея із Golden Kamuy.

### Відродження
Weekly Young Jump оголосив про плани перезапустити Supinamarada! 28 квітня 2022 року з серіалізацією, яка розпочнеться 27 липня 2023 року. 20 липня 2023 року журнал повідомив, що відродження серіалу буде називатися Dogsred (яп. ドッグスレッド, Doggusureddo).

## Нотатки
1. ↑  Походить від хокейного терміну спінорама (supinarama японською), пишеться так, ніби розмовляють на діалекті Хоккайдо[2].